# Luge nos Jogos Olímpicos de Inverno de 1998
O luge nos Jogos Olímpicos de Inverno de 1998 consistiu de três eventos: dois individuais (masculino e feminino) e um em duplas mistas. As disputas foram realizadas no Espiral em Nagano, no Japão.

## Medalhistas
| Evento                        | Ouro                                     | Prata                                        | Bronze                                         |
| ----------------------------- | ---------------------------------------- | -------------------------------------------- | ---------------------------------------------- |
| Individual masculino detalhes | Georg Hackl GER Alemanha                 | Armin Zöggeler ITA Itália                    | Jens Müller GER Alemanha                       |
| Individual feminino detalhes  | Silke Kraushaar GER Alemanha             | Barbara Niedernhuber GER Alemanha            | Angelika Neuner AUT Áustria                    |
| Duplas detalhes               | Stefan Krausse Jan Behrendt GER Alemanha | Chris Thorpe Gordon Sheer USA Estados Unidos | Mark Grimmette Brian Martin USA Estados Unidos |

## Quadro de medalhas
| Ordem | País               | Medalha de ouro | Medalha de prata | Medalha de bronze |   |
| ----- | ------------------ | --------------- | ---------------- | ----------------- | - |
| 1     | GER Alemanha       | 3               | 1                | 1                 | 5 |
| 2     | USA Estados Unidos |                 | 1                | 1                 | 2 |
| 3     | ITA Itália         |                 | 1                |                   | 1 |
| 4     | AUT Áustria        |                 |                  | 1                 | 1 |
| TOTAL | TOTAL              | 3               | 3                | 3                 | 9 |